# Guerino Vanoli Basket
Guerino Vanoli Basket ist ein italienischer Basketballverein aus dem lombardischen Cremona.

## Geschichte
Der Verein wurde 1999 als U.S. Gruppo Triboldi Basket in Soresina gegründet, einer Gemeinde in der Provinz Cremona. Nach dem Aufstieg in die höchste italienische Spielklasse Serie A fusionierte Triboldi Basket 2009 mit Juvi Cremona und spielt seitdem in Cremona. Der Verein wird unter anderem von dem Baumarkt Vanoli aus dem benachbarten Soncino gesponsert. Im September 2011 übernahm Aldo Vanoli das Präsidentenamt von Secondo Triboldi und benannte den Verein zu Ehren seines Vaters um.
Der Verein spielte seit 2001 in der dritten italienischen Liga Serie B1 und stieg 2006 in die zweite Liga LegADue auf. Dort belegte er in den folgenden Spielzeiten jeweils Plätze im oberen Tabellendrittel. 2009 konnte man nach einem dritten Tabellenplatz in der Hauptrunde durch einen Sieg in den Play-offs den verbleibenden Aufstiegsplatz in die Serie A erreichen. Danach erfolgte die Fusion mit Juvi Cremona und der Umzug in die Hauptstadt der Provinz. In seiner ersten Erstligasaison erreichte Vanoli Cremona den 13. Tabellenplatz, der in der folgenden Saison nur geringfügig mit dem 12. Platz verbessert werden konnte. Nach einem schwachen Saisonstart 2011/12, bei dem man an das Tabellenende rutschte, erreichte man nach einem Trainerwechsel noch den zehnten Tabellenplatz in der Abschlusstabelle.
In der Spielzeit 2010/11 kam es aus Sicht der deutschen Basketball-Bundesliga bemerkenswerten Konstellation, dass neben dem seit 2009 in Cremona agierenden Aufbauspieler Earl Jerrod Rowland, 2009 deutscher  Vizemeister und Pokalfinalist mit Telekom Baskets Bonn, die Akteure Je'Kel Foster und Jasmin Perković, beide 2009 Deutsche Meister mit EWE Baskets Oldenburg, sowie Blagota Sekulić, 2009 deutscher Pokalsieger mit Alba Berlin, in einer Mannschaft spielten.
Nach der Spielzeit 2016/17 landete Cremona auf dem letzten Platz der Serie A konnte aber den Abstieg in die Serie B vermeiden, da dem besser platzierten Caserta die Lizenz für die höchste Spielklasse wegen wirtschaftlicher Probleme entzogen wurde. Im Sommer 2017 übernahm Meo Sacchetti das Traineramt und führte die Mannschaft in seiner ersten Saison gleich in die Play-offs. In der darauf folgenden Saison 2018/19 gelangte mit dem Pokalsieg der erste nationale Titelgewinn.

## Bekannte Spieler
| - Andrea Conti 2001–2011, 2012–2013 - Flavio Portaluppi 2005–2008 - Keith Langford 2006/07 - Quadre Lollis 2006–2009 - Marco Cusin 2007–2010 - Troy Bell 2008–2010 | - / Earl Jerrod Rowland 2009–2011 - Je’Kel Foster 2010/11 - Blagota Sekulić 2010/11 - Marko Milič 2010–2012 - Jasmin Perković 2010–2012 - Von Wafer 2011 | - Daniele Cinciarini 2011–2012 - / Andrija Stipanović 2012/13 - Luca Vitali 2012/13 - Drake Diener 2017/18 - / Travis Diener 2017–2020 |

## Erfolge
- Italienischer Pokalsieger: 2019